# 久保里美
久保 里美（くぼ さとみ、1965年10月3日 - ）は、KKT熊本県民テレビの元社員（元アナウンサー）。

## 来歴・人物
鹿児島県薩摩川内市（旧・薩摩郡祁答院町）出身。白百合女子大学を卒業。1988年熊本県民テレビに入社。
2004年まで約16年間アナウンサーを務め、2004年から編成企画室で広報を担当。のちに制作部でディレクターとして、番組制作に携わっていた。
2007年7月から、およそ3年ぶりにアナウンサーに復帰した。
2013年3月1日付で、営業局事業部に異動となった。入社以来4度目の異動となる。
2015年2月16日付で、編成局編成業務部に異動となった。入社以来5度目の異動となる。

## アナウンサー時代の担当番組
- NNNストレイトニュース（月～金11:30）
- KKTニュース
- テレビタミン（取材や中継リポーター）
- テレビタNEWS（ニュースの影読み、特集のナレーション）
- あなたとKKT
- ズームイン!!朝!熊本担当キャスター
- Dr.クラナガン